# Wahre Wunder
Wahre Wunder war eine Fernsehshow, die von der Erstausstrahlung am 21. Februar 1991 bis Oktober 1993 auf dem deutschen Privatsender SAT.1 ausgestrahlt wurde.
In der Sendung berichteten Studiogäste von erstaunlichen Erlebnissen, die ihnen widerfahren sind. Beispielsweise schilderte eine junge Frau, wie sie von einem Auto überfahren wurde und dies heil überstanden hat. In einer weiteren Sendung wurde von einem Mann berichtet, der einen Stromschlag aus einer 110.000-Volt-Hochspannungsleitung überlebt hat. Alle Berichte hatten ein rührseliges, glückliches Ende.
Die Sendung wurde von Sabrina Fox und Christopher Lee (1991) sowie Dietmar Schönherr (1992 bis 1993) moderiert. Die Titelmusik und das begleitende Thema wurde von Klaus-Peter Sattler komponiert.
Produziert wurde Wahre Wunder von der G.A.T. in den ARRI TV-Studios in München. Mit Ausnahme der letzten Sendung wurden alle Folgen vor Studiopublikum aufgezeichnet. Die erste Staffel (6 Sendungen) wurde vom 21. Februar 1991 bis 28. März 1991 jeweils donnerstags um 20:00 Uhr ausgestrahlt. Die Studiodekoration der ersten Staffel stammt von Jürgen Hassler. Ab der zweiten Staffel (7 Sendungen) wurde Wahre Wunder von der Showy-Fernsehproduktion, einer Tochter der G.A.T. hergestellt. Ab dieser Staffel zeichnete Hellmer F. Hirseland (Geh auf’s Ganze, Drops) für das Bühnenbild verantwortlich. Die Ausstrahlung der zweiten Staffel lief vom 9. Januar 1992 bis 20. Februar 1992 jeweils donnerstags 20:15 Uhr. Ab der letzten Staffel (13 Sendungen) wurde die Sendung montags um 21:20 Uhr ausgestrahlt. Letztmals war Wahre Wunder am 18. Oktober 1993 zu sehen. Die Drehbücher für insgesamt 26 Folgen schrieb Matthias Weigold, teilweise mit Co-Autorin Sabine Korte. Lediglich die letzte Folge wurde an den Schauplätzen einiger Wunder aufgezeichnet und nur von Dietmar Schönherr moderiert. Er präsentierte in dieser Sendung die spannendsten Geschichten der vergangenen Staffeln.
Produktionsteam Wahre Wunder
- Buch: Matthias Weigold
- Bühnenbild: Hellmer F. Hirseland
- Kostüme: Maja Plaki
- Filmbeiträge: Uli Langguht (Leitung)
- Kamera: Chris Karp, Martin Ludwig, Helge Peyker, Frank Roth-Dorbandt, Service Image (Studio)
- Filmschnitt: Tom Biederstaedt, Ivan Push
- Produktionsleitung: Florian Nowosad
- Leitung Recherchen: Hans-Jürgen Popp
- Redaktion: Andrea Dohmen
- Regie: Utz Weber
- Produzenten: Tubi Neustadt, Reinhard Bezler

1993 erschien im Ullstein-Verlag unter dem Titel Wahre Wunder – unglaubliche Geschichten die das Leben schrieb ein Buch zur Sendung.